# Дон Мари Псалтис
Дон Мари Псалтис (на английски: Dawn Marie Psaltis) е американска кечистка, известна с изявите си в ECW и SmackDown!.

## Биография
Родена е на 3 ноември 1970 г. Преди да започне кариерата си, Псалтис се занимава с недвижими имоти.
Подписва договор с ECW, но след като федерацията се разпадна, се присъединява към SmackDown. Даун е освободена от WWE през 2005 г. поради бременност.